# KV10
KV10 i Konungarnas dal utanför Luxor i Egypten var begravningsplats för farao Amenmesse under Egyptens nittonde dynasti.
Gravkammaren är uthuggen i berget i centrala delen av huvudwadin i dalen. Graven var ursprungligen dekorerad för Amenmesse, men vissa dekorationer ersattes för att passa Takhat, Ramses IX:s mamma, och drottning Baketwernel. Det är oklart om Amenmesse verkligen blev begravd i KV10. Under grävandet av närliggande KV11 råkade hantverkarna "kollidera" med KV10 och bryta genom väggen. KV10 har varit öppen under lång tid och det är grekisk, arabisk och modern graffiti på väggarna vid entrén.